# Franco Ferrini
Franco Ferrini (La Spezia, 5 gennaio 1944) è uno sceneggiatore e regista italiano.

## Biografia
Dopo una piccola esperienza come attore nel decamerotico Le notti peccaminose di Pietro l'Aretino (1972) di Manlio Scarpelli, esordisce come sceneggiatore nel 1976 con il poliziottesco Poliziotti violenti, per la regia di Michele Massimo Tarantini. Seguiranno Enigma rosso del 1978 con la regia di Alberto Negrin, La cicala di Alberto Lattuada  del 1980 e Io, Chiara e lo Scuro di Maurizio Ponzi del 1982. Nel 1983 scrive Acqua e sapone di Carlo Verdone, ma la grande occasione arriva nel 1984 quando Sergio Leone assume Ferrini come cosceneggiatore del suo capolavoro C'era una volta in America con Robert De Niro. Nello stesso anno, inizia la collaborazione con Dario Argento per Phenomena. Da allora Ferrini ha collaborato a molti film del maestro dell'horror e thriller, da Opera (1987) a Ti piace Hitchcock? (2005). Nel 2022 Argento ha diretto Occhiali neri, sceneggiatura che i due avevano scritto insieme 20 anni prima.
Per Lamberto Bava ha sceneggiato in coppia con Dardano Sacchetti, gli horror Dèmoni (1985) e Dèmoni 2... L'incubo ritorna (1986), per Michele Soavi insieme ad Argento, il film La chiesa (1989).
Sarà sceneggiatore dell'unico thriller in cui partecipa Jerry Calà: Delitti e profumi di Vittorio De Sisti del 1988.
Nel 1987 si cimenta per la prima volta anche con la regia: dirige infatti il thriller Caramelle da uno sconosciuto, un giallo ambientato nel mondo della prostituzione romana, dirigendo un nutrito cast di attrici celebri: Barbara De Rossi, Athina Cenci, Marina Suma, Mara Venier, Anna Galiena, Laura Betti, Annie Papa, Antonella Ponziani ed un'esordiente Sabrina Ferilli. Di questo film scrive ovviamente anche soggetto e sceneggiatura ma non ottiene il successo sperato e, dopo quest'unica esperienza, Ferrini abbandona la carriera di regista.
Sempre nel campo del thriller ha scritto i soggetti di film come Sotto il vestito niente (1985), Squillo (1996) e Sotto il vestito niente - L'ultima sfilata (2011) di Carlo Vanzina, Étoile (1988) di Peter Del Monte e Occhi di cristallo (2004) di Eros Puglielli.
Nella sua filmografia ci sono anche molte sceneggiature di commedie: oltre i già citati Io, Chiara e lo scuro ed Acqua e sapone, è stato autore dei soggetti dei film Testa o croce (1982) di Nanni Loy, Bingo Bongo (1982) di Pasquale Festa Campanile, Son contento (1983) e Fratelli coltelli (1997) di Maurizio Ponzi, Al bar dello sport (1983), Domani mi sposo (1984) e Ti presento un'amica (1987) di Francesco Massaro, Vacanze di Natale '90 (1990) e Un bugiardo in paradiso (1998) di Enrico Oldoini.
Per la televisione ha collaborato anche a serie come Benedetti dal Signore nel 2002, O la va, o la spacca nel 2004 e Il giudice Mastrangelo 2 nel 2007.

## Filmografia
- Le notti peccaminose di Pietro l'Aretino, regia di Manlio Scarpelli (1972), attore
- Poliziotti violenti, regia di Michele Massimo Tarantini (1976), sceneggiatura
- Enigma rosso, regia di Alberto Negrin (1978), sceneggiatura
- La cicala, regia di Alberto Lattuada (1980), sceneggiatura
- Nessuno è perfetto, regia di Pasquale Festa Campanile (1981), soggetto e sceneggiatura
- Io, Chiara e lo Scuro, regia di Maurizio Ponzi (1982), sceneggiatura
- Invito al viaggio, regia di Peter Del Monte (1982), sceneggiatura
- Testa o croce, regia di Nanni Loy (1982), soggetto e sceneggiatura
- Bingo Bongo, regia di Pasquale Festa Campanile (1982), soggetto e sceneggiatura
- Acqua e sapone, regia di Carlo Verdone (1983), soggetto e sceneggiatura
- Sing Sing, regia di Sergio Corbucci (1983), soggetto e sceneggiatura
- Son contento, regia di Maurizio Ponzi (1983), sceneggiatura
- Al bar dello sport, regia di Francesco Massaro (1983), sceneggiatura
- Qualcosa di biondo, regia di Maurizio Ponzi (1984), sceneggiatura
- Domani mi sposo, regia di Francesco Massaro (1984), sceneggiatura
- Phenomena, regia di Dario Argento (1984), sceneggiatura
- C'era una volta in America, regia di Sergio Leone (1984), sceneggiatura
- Sotto il vestito niente, regia di Carlo Vanzina (1985), sceneggiatura
- Dèmoni, regia di Lamberto Bava (1985), sceneggiatura
- Dèmoni 2... L'incubo ritorna, regia di Lamberto Bava (1986), soggetto e sceneggiatura
- Una spina nel cuore, regia di Alberto Lattuada (1986), sceneggiatura
- Opera, regia di Dario Argento (1987), sceneggiatura
- Caramelle da uno sconosciuto, (1987), regia, soggetto e sceneggiatura
- Ti presento un'amica, regia di Francesco Massaro (1987), sceneggiatura
- Delitti e profumi, regia di Vittorio De Sisti (1988), soggetto e sceneggiatura
- Qualcuno in ascolto, regia di Faliero Rosati (1988), sceneggiatura
- Étoile, regia di Peter Del Monte (1989), sceneggiatura
- La chiesa, regia di Michele Soavi (1989), soggetto e sceneggiatura
- Due occhi diabolici, regia di Dario Argento (1989), sceneggiatura
- Vacanze di Natale '90, regia di Enrico Oldoini (1990), soggetto e sceneggiatura
- Anche i commercialisti hanno un'anima, Maurizio Ponzi (1993), sceneggiatura
- Trauma, regia di Dario Argento (1993), soggetto
- Poliziotti, regia di Giulio Base (1994), soggetto
- Squillo, regia di Carlo Vanzina (1996), soggetto e sceneggiatura
- Fratelli coltelli, regia di Maurizio Ponzi (1996), soggetto e sceneggiatura
- La sindrome di Stendhal, regia di Dario Argento (1996), soggetto e sceneggiatura
- Racket, regia di Luigi Perelli (1996), soggetto e sceneggiatura
- Altri uomini, regia di Claudio Bonivento (1997), sceneggiatura
- Cronaca nera, regia di Gianluigi Calderone (1998), soggetto
- Come quando fuori piove, regia di Bruno Gaburro - film TV (1998), sceneggiatura
- Un bugiardo in paradiso, regia di Enrico Oldoini (1998), sceneggiatura
- Non ho sonno, regia di Dario Argento (2001), soggetto e sceneggiatura
- Il cartaio, regia di Dario Argento (2003), soggetto e sceneggiatura
- Vaniglia e cioccolato, regia di Ciro Ippolito (2003), sceneggiatura
- Occhi di cristallo, regia di Eros Puglielli (2004), sceneggiatura
- Vite a perdere, regia di Paolo Bianchini (2004), sceneggiatura
- Hanging Shadows - Perspective on Italian Horror Cinema, regia di Paolo Fazzini (2005)
- Arrivederci amore, ciao, regia di Michele Soavi (2005), sceneggiatura
- Ti piace Hitchcock?, regia di Dario Argento (2005), soggetto e sceneggiatura
- Carnera - The Walking Mountain, regia di Renzo Martinelli (2008), sceneggiatura
- Amore che vieni, amore che vai, regia di Daniele Costantini (2008), sceneggiatura
- Sotto il vestito niente - L'ultima sfilata, regia di Carlo Vanzina (2011), soggetto e sceneggiatura
- Occhiali neri, regia di Dario Argento (2022), sceneggiatura

## Opere
- Mistral - L'invenzione dell'Amore, collana Romanzi Storici, Runa Editrice, 2015, ISBN 9788897674535.